# Konstantynówka (Krzyworzeka)
Krzyworzeka – część wsi Krzyworzeka w Polsce położona w województwie łódzkim, w powiecie wieluńskim, w gminie Mokrsko. Stanowi zachodnią część Krzyworzeki.
Dawniej samodzielna wieś, w latach 1933–1954 gromada w gminie Mokrsko. 26 lutego 1954 włączona do gromady Krzyworzeka.